# 一神論
一神論或一神教，意指認為只存在一個「囊括一切的神」的宗教和思想，《大英百科全书》的定義為「相信一位神的存在，或是相信神的唯一性」。亚伯拉罕诸教不否认唯一真神之下，有天使、撒旦（伊布力斯）、镇尼等灵体的存在。锡克教不承认有这些灵体的存在，只承认唯一的、无形无相、全能全知的神（Waheguru），强调神的直接性和唯一性。锡克教经文虽然提到天使、提婆、阎摩、魔鬼。但只是文学比喻或借用，并不被当作真实存在的灵体。“從宗教源流和的「創造論」基本教義觀之，埃及法老王阿肯那頓所創宗教可能是最早的一神論。
目前存在的一神教主要是亞伯拉罕諸教，又称闪米特諸教，主要的包括猶太教、基督教與伊斯蘭教。达摩宗教錫克教也是一神教。基督教主要是三一神論，雖然早期有許多人信奉的是一位神論。不承认三位一体论的伊斯兰教不承认基督教是一神教，伊斯兰教认为耶稣是最伟大的先知之一，由圣母马利亚以处女之身所生，耶稣行各种神迹，没有经历死亡就升至天堂。尽管伊斯兰教不承认基督教是一神教，但在伊斯兰教的理论中，基督教比其他多神教地位高，基督徒被称为有经者。
历史上太平天国的拜上帝会不是一神教而是属于一帝论多神教，在拜上帝会的信仰中，独一的唯一神变成了包括天父、天妈、天兄、天嫂等在内的神团，拜上帝会宣传皇上帝的核心子女包括，耶苏（长子）、洪秀全（次子）、杨秀清（三子一说四子）、冯云山（四子一说三子）、韦昌辉（五子）、石达开（六子）、洪宣娇一说杨宣娇（女儿）萧朝贵一说是天父的五子同时是‘帝婿’（上帝女婿）。不同的文献天父之子的排序不一样，有历史学家认为，萧朝贵、韦昌辉、石达开天父之子的身份和排序是后人的附会。拜上帝会不同意主流基督教关于“三位一体”的观点，而是信奉三位三体
三一神論與一位神論不相同地方為稱神是「三位一體」的神，如基督教中創造天地的聖父（神/天主/上帝）、聖子（耶穌）、聖靈/聖神，三者是合一的，只是有三種位格，「三位一體」被視為「奧秘」。較多現代神學家認為《聖經》中的神是獨一的 。与一神教相对的是多神教与泛神教，其特點可以分别概括為“相信世界上有不只一个的神”、或“世界上一切皆是神”。

## 中華上古時期的一神信仰
華夏在戰國前，曾經篤信天、上帝或昊天上帝是掌控一切的至高無上的神。「帝」、「公」或「天」在上古時期，都是對神的專有簡稱。在一些古籍，包括《周易》，《詩經》中，都有對這一信仰的紀錄。
可以說，中華文化的整體脈絡就是發端於這一信仰。

## 亞伯拉罕諸教

### 猶太教
犹太教崇拜唯一真神（一神信仰），是希伯来人内部的民族宗教。猶太教認為《塔木德》是僅次於《聖經》的經籍，傳統觀點認為，从犹太教中派生出了两个世界最大的宗教——基督宗教和伊斯兰教，但伊斯蘭教則不承認該說法，穆斯林相信伊斯蘭教的一神信仰內容才是最純正的，而不是繼承或抄襲犹太教和基督教。當亞歷山大大帝征服希伯來人的猶太原居地後，希伯來人也易名為犹太人並散落到希腊帝国各處，公元前3世纪，希臘化的埃及托勒密王朝君主托勒密二世，召集70多位懂希腊语的犹太人，集中整理犹太教文献并译成希腊语，即目前基督教使用的希腊语圣经中的舊約全书部份，所谓七十士譯本。再後來犹太地區被罗马帝国彻底摧毁，位于耶路撒冷的聖殿被拆毁，只留下一段残破的西墙（俗称哭墙），犹太人散落到欧亚各地。
歷史上，犹太人曾面對多次毀滅性的災難和逼害。犹太人由于两千多年一直分散在世界各地，语言、文字已经分化，只是靠着统一的宗教维系其单一的民族性。犹太教徒认为救世主尚未来临，不承认耶稣基督是救世主。天主教教宗若望·保禄二世在近年，已承認曾對抗猶太教徒，造成了他們承受苦難的歷史。
他们嚮往自己民族的辉煌历史。19世纪，犹太复国主义（锡安主义）思潮兴起，各地犹太人以买地等手段陆续回到巴勒斯坦，建立以色列国家。由於在遵守方式和程度的差異。
一些宗教学者将犹太教、基督教和伊斯兰教通称为亞伯拉罕諸教，因为三者均奉旧约中的亞伯拉罕為他們的先知。

### 基督教
基督教是一种信仰神和天国的一神论宗教，发源于猶太地区。在人类发展史中，基督教扮演非常重要的角色，（中世紀到文藝復興尤甚）世界各地遍布为数众多的教堂。基督徒相信耶稣为神（或稱天主、上帝）的圣子、人类的救主（弥赛亚，即基督）的一神论宗教。基督教与伊斯兰教、佛教並列為当今三大世界性宗教。基督教主要有天主教、東正教、新教三大派别，以及其他许多规模较小的派別。基督教虽然产生于中东地区，但后来由于阿拉伯帝国和奥斯曼土耳其帝国的兴起、扩张和持续打压，基督教的传播中心逐渐转移至欧洲并在欧洲发扬光大，并由此传播至远东、美洲、非洲、大洋洲等地。即便如此，中东地区仍存留着一些具有一定规模的古老的东方礼教派，信仰者有阿拉伯人、科普特人、亚述人、亚美尼亚人和希腊人等。中文語彙的「基督教」一词时常是专指新教。
在基督教中，神的定义其中之一是：“创造并维持宇宙的永恒存在”。在经典中，他被表示为人们救赎之根本。
有些基督徒相信神是“无所不在的”，創造万物并在其上，经文依据是：哥林多前书15:28、歌羅西書1:19-20以及以弗所書1:10。多數人亦相信他是個超然存在（表示他超脫於空間於時間之外，因而是永恆的，而且不會被與宇宙間的力量影響）雖然天主教、東正教以及各種新教教派相信他們信仰同一個神，但有些人對於這個神的性格有不同的想法。
上帝通常被認為是神聖（沒有原罪也不腐化）、正義（祂的所有判決都將是公平、正確並且名副其實的）、全能、全知、全善、無所不在而永恆且永存的。
基督教上帝在三位一體中被理解為聖父、聖子和聖靈/聖神；一個同時存在於又超越過自然的單一無限存在。他被所有基督教派系描繪成內在（他和我們的個人關係）和超然存在（他對自己的個人關係）都有神性和人性。
反對三位一體論者則稱聖子耶穌雖是救世主，但他是上帝所差遣的；聖父就是上帝，才是至高無上的；而聖靈是一個類似於上帝在地上的意志和能力的彰顯。三位是分開的，但聖子和聖靈仍被視為由唯一、真實並永恆的上帝而來的。

### 伊斯蘭教
伊斯蘭教或回教，舊稱清真教、天方教、大食法、大食教度、回教，是以古蘭經和聖訓為教導的一神論宗教；古蘭經被伊斯蘭教信徒視為創造主安拉命天使給其使者逐字逐句的啟示，而聖訓为伊斯蘭教先知穆罕默德的言行錄（由同伴們轉述收集）。伊斯蘭这一名称來自閃语字根S-L-M，意為「順從（真主）」；实际上穆斯林（伊斯兰信徒）的名字也來自這個字根，意為「順從者」。穆斯林信仰獨一且無與倫比的真主、亞當的主、諾亞的主、亞伯拉罕的主、耶穌的主，全人類的主、衆世界的主。安拉是阿拉伯語的音譯，是造物主的其中一個尊名，造物主是獨一無二的，在不同文化、語言有不同尊稱罷了；根據伊斯蘭教義人生的唯一目的是“崇拜”真主，真主在歷代、各民族派遣了衆多先知給人類，包括阿丹（亞當）、諾亞（奴哈）、易卜拉欣（亞伯拉罕）、穆薩（摩西）、爾撒（耶穌），最後才是穆罕默德～祈求造物主賜予他們全體平安，最後的天啟是傳達給最後的先知穆罕默德，並載於《古蘭》經。
伊斯蘭的宗教習俗包括五功，是為「念、禮、齋、課、朝」，五功是穆斯林需要奉行的五個基本義務。伊斯兰还拥有自己的一套伊斯蘭法律，该法律實際觸及生活及社會的每一個層面，由飲食、金融到戰事以及福利等各方面。絕大多數的穆斯林屬於遜尼派（粗略佔穆斯林的85%）或什叶派（粗略佔穆斯林的15%）两大派别，另外两派中均有人同时信仰伊斯兰神秘主义。伊斯蘭教是中東的大部分及部分非洲、亚洲的主流宗教。在中国、俄罗斯及加勒比地區都可找到龐大的穆斯林族群。最多穆斯林的國家是印度尼西亚，佔全球穆斯林總數的15%。30%的穆斯林都位於南亚，20%的穆斯林在阿拉伯國家穆斯林移民幾乎可在世界的每個角落都可找到。至2011年為止，全球約有15億9300萬穆斯林，人數上伊斯蘭教是世界第二大宗教，被認為是世上增長得最快的宗教。

### 巴哈伊信仰

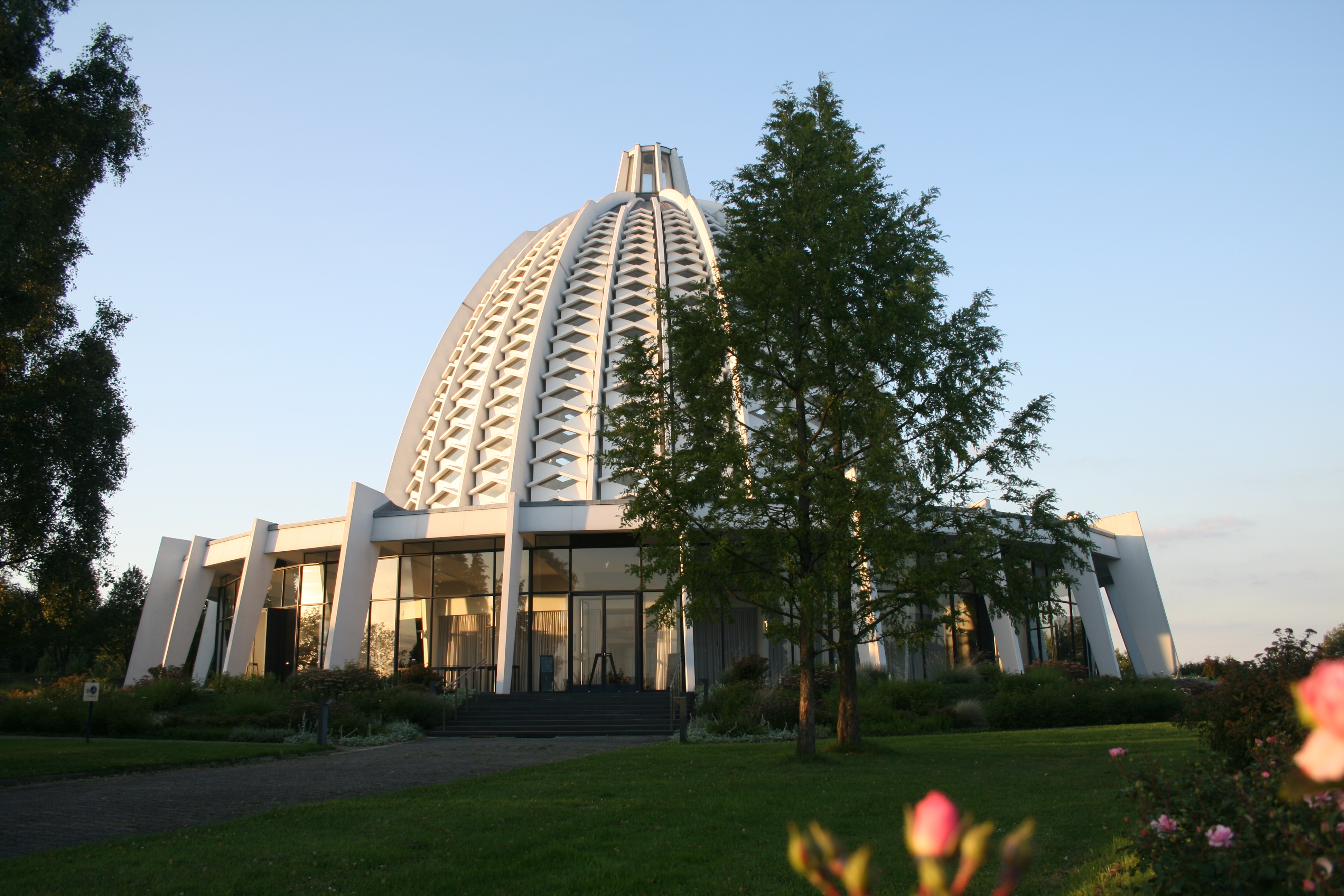
位於德國的靈曦堂

在巴哈伊信仰中，上帝偉大到人類無法完全理解，人類對神的理解是透過神的啟示，藉由上帝的显示者達到。

## 其他的一神教

### 錫克教
錫克教是15世纪在印度教巴克提派的虔信運動（梵信仰）和伊斯兰教苏菲派的共同基础上产生。1469年由第一代祖師拿那克（Nanak）创始。圣地在旁遮普邦阿姆利则市，此地有锡克教最大寺庙——大金庙。“錫克”在梵文的原意是“門徒”，因該教教徒自稱祖師的門徒。
在莫卧儿帝国统治时期，教徒多次掀起发对专制主和莫卧儿国家的斗争。在英国统治时期，曾多次展开反英斗争。
1947年印巴分治后，印度信仰该教的錫克人掀起了卡利斯坦运动（Khalistan）。早期实行祖師制，在第十代祖師后被废除。十八世纪初分成易行派和狮子派。锡克教强调人人平等，男人之间互为兄弟，女人之间互为姐妹。他们奉行严格的一神论，及礼拜几代祖师。
1980年代錫克教民兵拒絕解除武裝，逐漸發展成為地方軍閥，成為國中之國，遂漸漸不容於印度政府，隨後政府發動了藍星行動，解除錫克武裝民兵。

## 腾格里
腾格里是古代阿尔泰语系一些游牧民族对于天的称呼，是萨满教腾格里信仰的中心神灵。在中国古代典籍中，“腾格里”一词最早出于匈奴，写作“撑犁”。其后，鲜卑、柔然、突厥以至蒙古等草原民族均继承了腾格里信仰。与突厥同族的敕勒发展出了“苍天”（Koke Tengri）的概念，而蒙古人将腾格里称为“Mongke Tengri”，汉语译作长生天，作为最高信仰。在之后，由于受到佛教、印度教等多神教影响，腾格里被加上了各种称呼，分裂成为众多神灵，17世纪后甚至出现了“九十九腾格里”的说法。但在深受其他一神論影響的今日土耳其语中，“神”一词为自腾格里转化而来的“Tanrı”，其穆斯林信众不但以此词称呼基督教的上帝，甚至还在非正式的场合代替来自阿拉伯语的安拉之名。在欧洲可萨人与保加尔人、马扎尔人、阿瓦尔人也曾信仰腾格里。

## 大主子
巫毒教（Vodun vodṹ），又譯伏都教，流行於貝南、多哥中南部，也是加納、奈及利亞豐族人的信仰。
和薩滿教相似地相信巫術或魔法的伏都教，也是相信有一個唯一真神，信徒稱祂為大主子。
有人認為其只是基督教的一個分支，可能是來自敵基督陣營的混淆。